# Gare d'Otcheretyne
 (juin 2025).
Si vous disposez d'ouvrages ou d'articles de référence ou si vous connaissez des sites web de qualité traitant du thème abordé ici, merci de compléter l'article en donnant les références utiles à sa vérifiabilité et en les liant à la section « Notes et références ».
La gare d'Otcheretyne est une gare du Réseau ferré de Donestk, elle est située en Ukraine.

## Histoire
C'est une gare de marchandises située à l'intersection des lignes Pokrovsk à Iassynouvata et Ocheretyne à Horlivka, elle a été créée par le Chemin de fer de Catherine.

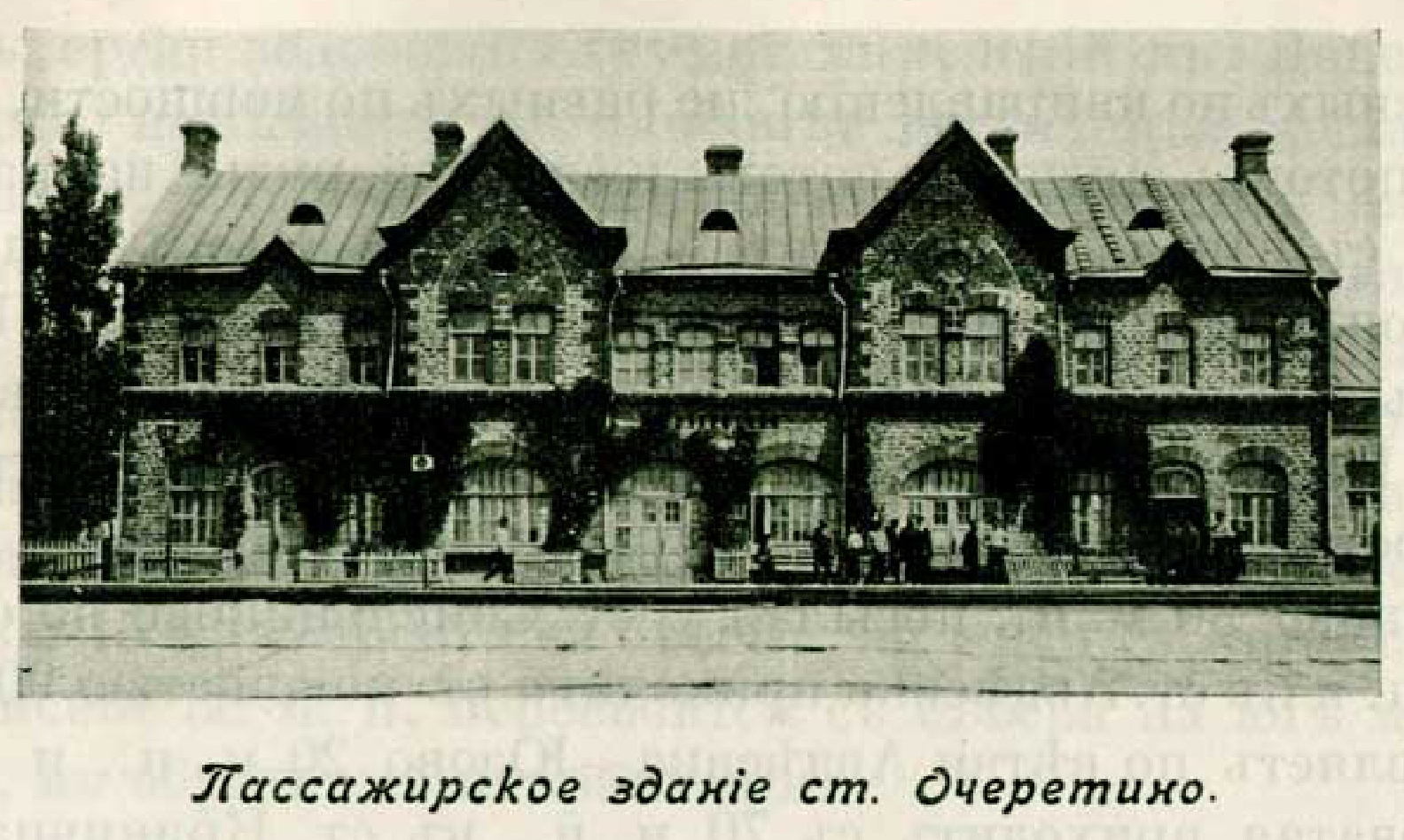
Dans un livre de 1912.

Avec la guerre en Ukraine, le trafic a été interrompu en 2014 puis en 2022.

## Service des voyageurs

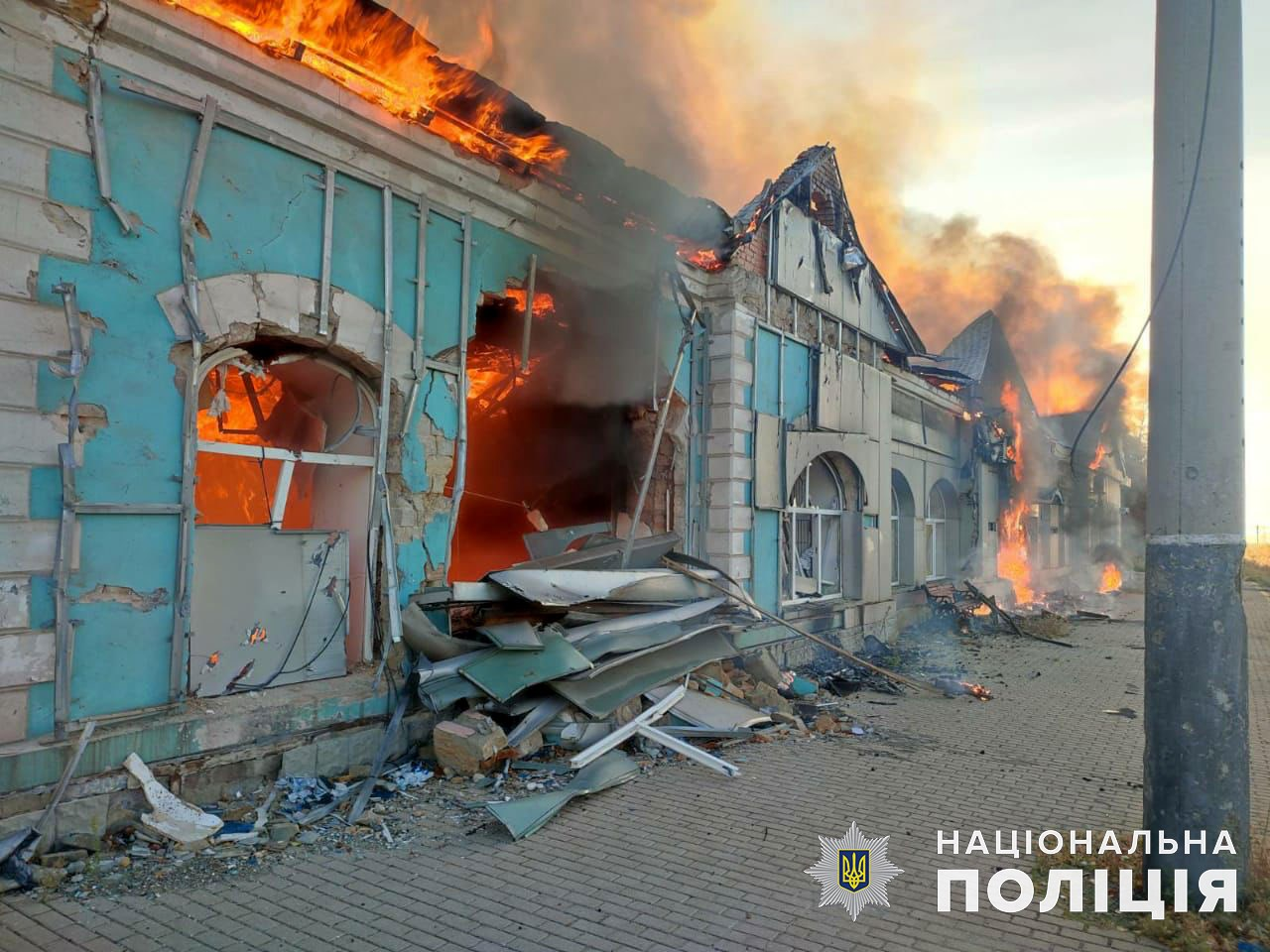
Le bâtiment de la gare le 2023-10-10.